# Ecem
Ecem significa "la meva reina" o "la meva princesa" en turc i s'utilitza com a nom de dona. Persones amb el nom Ecem inclouen:
- Ecem Alıcı - jugadora de voleibol turca
- Ecem Çırpan - jugadora de voleibol i Miss Turquia 2015